# Somogyi Szilveszter (orvos)
Somogyi Szilveszter (Komárom, 1926. július 7. – Budapest, 2006. július 22.) orvos, baleseti sebész, egyetemi adjunktus, 1968-tól a csepeli Weiss Manfréd Kórház osztályvezető főorvosa, fővárosi vezető baleseti sebészfőorvos, Batthyány-Strattmann László-díjas (1998).

## Élete

### Származása, ifjúsága
Somogyi Szilveszter 1926-ban született Komáromban, amely ekkor a Csehszlovákiához tartozott. Édesapja Somogyi István matematika–fizika–biológia-szakos tanár volt, régi tatai család tagja, Komárom város díszpolgára. Édesanyja Kacz Edit volt, akinek családja a 17. század óta Komáromban élt.
Szülővárosát, Komáromot 1938-ban az első bécsi döntés nyomán visszacsatolták a Magyar Királysághoz. 1936-ban iratkozott be a komáromi Szent Benedek-rendi Katolikus Gimnáziumba. Itt érettségizett kitüntetéssel 1944-ben, a front közeledése miatt megrövidített tanév végén. Érettségi bizonyítványát 1944. április 26-án kapta kézhez. Iskolájának neve időközben Szent Imre Gimnáziumra változott. Ők voltak az utolsó osztály, amely még a Szent Benedek-rendi gimnáziumban érettségizett. Iskolájának épületét a német, majd a magyar katonaság vette igénybe hadikórház céljára. 1945 februárjában medikusként saját, kórházzá alakított iskolájába vezényelték alkalmi halottszemlék elvégzésére. Az intézményt a II. világháború után visszatérő pozsonyi csehszlovák iskolai hatóság 1945. június 28-án államosította.
1944-ben beiratkozott a budapesti Pázmány Péter Tudományegyetem orvosi karára, ahol cum laude minősítéssel szerzett orvosi oklevelet. 1950. augusztus 25-ben avatták orvosdoktorrá. Ezután két éven át a tatabányai Megyei Kórház (ma: Szent Borbála Kórház) sebészeti osztályának ifjú orvosaként dolgozott, Kabdebó József igazgató főorvos irányítása alatt.

### Munkássága
1953-ban Budapestre került, a Fiumei úti II. sz. Sebészeti Klinikára, amely a Koltói Anna Baleseti Kórház épületében működött Rubányi Pál (1904–1984), majd 1955-től Kudász József (1904–1981) professzorok vezetése alatt. A klinikát 1956-ban Országos Traumatológiai Intézetté (OTI) neveztek át (ma: Országos Baleseti és Sürgősségi Intézet). A baleseti sebészetet Ravasz János egyetemi tanár keze alatt tanulta ki, aki később munkatársává fogadta. Az ország legnagyobb, központi baleseti intézetében már önálló tudományos és oktatói munkába is belefoghatott Berentey György sebészprofesszor (1925–2004) irányításával. Továbbképzéseken vett részt Bécsben, a nagyhírű Lorenz Böhler sebészprofesszor (1885–1973) által alapított Baleseti Klinikán, itt Böhler közvetlen munkatársaként is dolgozhatott.
1953-ban megnősült, Jancsó Ágnes orvosnőt (1927–2007), Jancsó István belgyógyásznak, Horthy Miklós egykori kezelőorvosának egyik leányát vette feleségül. 1955-ben született leányuk, Szilvia († 2014). Az 1956-os forradalom eseményeiben nem vett részt, Szép utcai lakása közelében szemtanúja volt a Semmelweis utcai Szovjet Kultúra Házának (ma: a Magyarok Világszövetségének székháza) feldúlásának, a sztálini propagandaanyagok nyilvános égetésének.
1961-ben az Országos Traumatológiai Intézet nemzetközi tudományos orvoskonferenciának adott otthont, ahol a kongresszus irodájának vezetésével bízták meg. Hamarosan tudományos főmunkatársi kinevezést kapott. 1962-ben munkahelyén, az OTI-n belül megalakult az Orvostovábbképző Intézet (később: Haynal Imre Egészségtudományi Egyetem) Traumatológiai Tanszéke. Az OTI-ben töltött évei során, oktató munkája mellett 28 tudományos előadást tartott és 35 szakmai közleményt publikált. Fordítóként közreműködött a Lorenz Böhler professzor munkásságáról szóló könyv magyar kiadásának munkáiban is. Az 1968. december 22-én Mende és Sülysáp között bekövetkezett súlyos vasúti tömegszerencsétlenség több súlyos sérültje neki köszönheti életét vagy testi épségének helyreállítását.
1968-ban Budapest Főváros Tanácsa a Csepeli Kórházban (a korábbi Weiss Manfréd kórházban) új baleseti sebészeti osztályt hozott létre, amelynek elvállalta megszervezését és vezetését. Vezető főorvosként húsz éven át irányította az osztályt, ez idő alatt a Csepeli Kórház sebészete országos megbecsülést és hírnevet szerzett. Orvosi szaktudását, lelkiismeretes munkáját szervezőkészségét szakmai körök fenntartás nélkül elismerték. Nagyhírű sebész lett, messze földről is felkeresték, hogy kezére bízzák életüket. Széles körű műveltségével magánemberként is tiszteletet szerzett. A korabeli politikai szervezeteket tudatosan elkerülte.

### Nyugállományban
1988-as nyugállományba vonulása után is aktív maradt, még több éven át dolgozott, tanított. Szabad idejét szeretett nyaralójában, Tihanyban töltötte családjával. A Csepeli Kórház baleseti sebészeti osztályának vezetését egyik korábbi tanítványa, Radó Sándor főorvos vette át tőle.
Tanítványai közül mások is magas vezető orvosi tisztségekbe jutottak. Szita Jánost az Országos Baleseti Intézet orvosigazgatójává, majd megbízott főigazgatójává nevezték ki, Fényes László az OBI osztályvezető főorvosa, Bálványossy Péter a Szent István Kórház („a Merényi”) traumatológiai osztályának vezetője lett. Más tanítványai jónevű specialisták lettek: Dévai Katalin kézsebész, Alföldi László és Pingitzer Károly idegsebészek.
1995-ben kitüntették a Magyar Traumatológus Társaság emlékérmével. 1998. április 24-én megkapta a Batthyány-Strattmann László-díjat. 2000. november 4-én a Semmelweis Orvostudományi Egyetem rektorától átvehette Aranydiplomáját.
Meg kellett érnie, hogy a Csepeli Weiss Manfréd Kórház aktív betegellátó osztályait – köztük az általa szervezett baleseti sebészeti osztályt is – 2003 nyarán a Fővárosi Önkormányzat felszámolta.
2004. május 15-én emlékező beszédet mondott Komáromban, bencés gimnáziumi osztályának 60. érettségi találkozóján, amely bekerült a Selye Gimnázium évkönyvébe. Osztálytársaihoz hasonlóan Gyémánt Matúrát kapott az intézmény igazgatójától. 2006. július 22-én hunyt el Budapesten, 80 éves korában. Hamvai a tihanyi temetőben nyugszanak.

## Emlékezete
Somogyi Szilveszter nevét felvésték az Országos Baleseti és Sürgősségi Intézet (OBSI) főépületének előcsarnokában (Fiumei út 17.) látható emléktáblára, az intézmény neves orvos-halottainak sorába.

## Művei
- Cikkei (társszerzőkkel): Orvosi hetilap, 1986. I-II. .